# Serhijiwka (hromada Nowotrojićke)
Serhijiwka (ukr. Сергіївка) – wieś na Ukrainie, w obwodzie chersońskim, w rejonie heniczeskim, w hromadzie Nowotrojićke. W 2001 liczyła 1042 mieszkańców, spośród których 998 wskazało jako ojczysty język ukraiński, 42 rosyjski, 1 mołdawski, a 1 gagauski.